# Ле-Массгро
Ле-Массгро́, Ле-Массґро (фр. Le Massegros) — колишній муніципалітет у Франції, у регіоні Окситанія, департамент Лозер. Населення — 367 осіб (2011).
Муніципалітет був розташований на відстані близько 510 км на південь від Парижа, 100 км на північний захід від Монпельє, 35 км на південний захід від Манда.

## Історія
До 2015 року муніципалітет перебував у складі регіону Лангедок-Русійон. Від 1 січня 2016 року належав до нового об'єднаного регіону Окситанія.
1 січня 2017 року Ле-Массгро, Ле-Реку, Сен-Жорж-де-Левежак, Сен-Ром-де-Долан i Ле-Вінь було об'єднано в новий муніципалітет Массгро-Косс-Горж.

## Демографія
Динаміка населення (Cassini ):
Розподіл населення за віком та статтю (2006):
| Стать | Всього | До 15 років | 15-24 | 25-44 | 45-64 | 65-85 | Понад 85 |
| --- | ------ | ----------- | ----- | ----- | ----- | ----- | -------- |
| Чоловіки | 192    | 36          | 20    | 48    | 68    | 20    | 0        |
| Жінки | 160    | 28          | 8     | 56    | 44    | 24    | 0        |
| \| Статево-вікова піраміда \| Статево-вікова піраміда \| Статево-вікова піраміда \| \| ----------------------- \| ----------------------- \| ----------------------- \| \| Чоловіки \| Вік \| Жінки \| \| 0 \| 85 + \| 0 \| \| 4 \| 80-84 \| 0 \| \| 4 \| 75-79 \| 4 \| \| 4 \| 70-74 \| 8 \| \| 8 \| 65-69 \| 12 \| \| 8 \| 60-64 \| 0 \| \| 20 \| 55-59 \| 4 \| \| 12 \| 50-54 \| 20 \| \| 28 \| 45-49 \| 20 \| \| 4 \| 40-44 \| 20 \| \| 20 \| 35-39 \| 12 \| \| 12 \| 30-34 \| 16 \| \| 12 \| 25-29 \| 8 \| \| 8 \| 20-24 \| 0 \| \| 12 \| 15-20 \| 8 \| \| 8 \| 10-14 \| 4 \| \| 16 \| 5-9 \| 12 \| \| 12 \| 0-4 \| 12 \| |        |             |       |       |       |       |          |
| Статево-вікова піраміда |        |             |       |       |       |       |          |
| Чоловіки | Вік    | Жінки       |       |       |       |       |          |
| 0 | 85 +   | 0           |       |       |       |       |          |
| 4 | 80-84  | 0           |       |       |       |       |          |
| 4 | 75-79  | 4           |       |       |       |       |          |
| 4 | 70-74  | 8           |       |       |       |       |          |
| 8 | 65-69  | 12          |       |       |       |       |          |
| 8 | 60-64  | 0           |       |       |       |       |          |
| 20 | 55-59  | 4           |       |       |       |       |          |
| 12 | 50-54  | 20          |       |       |       |       |          |
| 28 | 45-49  | 20          |       |       |       |       |          |
| 4 | 40-44  | 20          |       |       |       |       |          |
| 20 | 35-39  | 12          |       |       |       |       |          |
| 12 | 30-34  | 16          |       |       |       |       |          |
| 12 | 25-29  | 8           |       |       |       |       |          |
| 8 | 20-24  | 0           |       |       |       |       |          |
| 12 | 15-20  | 8           |       |       |       |       |          |
| 8 | 10-14  | 4           |       |       |       |       |          |
| 16 | 5-9    | 12          |       |       |       |       |          |
| 12 | 0-4    | 12          |       |       |       |       |          |

## Економіка
2010 року серед 229 осіб працездатного віку (15—64 років) 188 були активними, 41 — неактивною (показник активності 82,1%, у 1999 році було 73,3%). З 188 активних мешканців працювали 182 особи (103 чоловіки та 79 жінок), безробітними було 6 (2 чоловіки та 4 жінки). Серед 41 неактивної 14 осіб було учнями чи студентами, 19 — пенсіонерами, 8 були неактивними з інших причин.

У 2010 році в муніципалітеті числилось 152 оподатковані домогосподарства, у яких проживали 351,5 особи, медіана доходів виносила 18 138 євро на одного особоспоживача